# David Allen Smalley

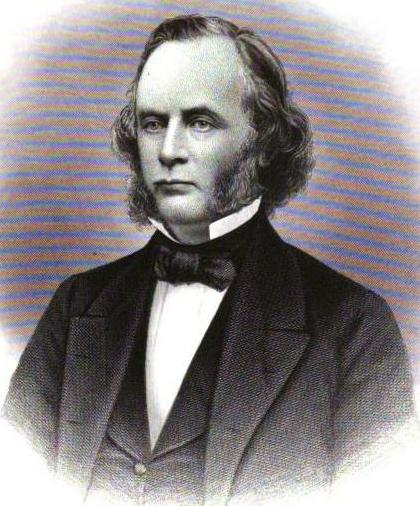
David Allen Smalley

David Allen Smalley (* 6. April 1809 in Middlebury, Vermont; † 10. März 1877 in Burlington, Vermont) war ein US-amerikanischer Jurist und Politiker und von 1856 bis 1860 Vorsitzender des Democratic National Committee, der Parteiorganisation der US-Demokraten.
David Allen Smalley studierte die Rechtswissenschaften in Jericho, wo er auch als Anwalt zu praktizieren begann. In diesem Ort übte er zwischen 1831 und 1836 auch das Amt des Postmeisters aus. Nachdem er zunächst nach Lowell gezogen war, ließ er sich später im Jahr 1836 in Burlington nieder.
Dort wurde er auch politisch aktiv. Von 1843 bis 1844 gehörte Smalley dem Senat von Vermont an. Bei der Democratic National Convention des Jahres 1852 in Baltimore fungierte er als Vizepräsident des Parteitages sowie als Mitglied des Ausschusses für das Parteiprogramm (Platform committee). Er wurde auch ins Democratic National Committee gewählt. Im April 1853 berief US-Präsident Franklin Pierce ihn zum Leiter der Zollbehörde (Collector of customs) von Vermont.
Beim Parteitag der Demokraten im Jahr 1856 in Cincinnati wurde Smalley dann zum Chairman der Parteiorganisation gewählt. Am 3. Februar 1857 trat er die Nachfolge des verstorbenen Samuel Prentiss als Richter am Bundesbezirksgericht für den Distrikt Vermont an, was er bis zu seinem Tod blieb. Die Demokraten führte er bis zur National Convention des Jahres 1860 in Charleston, in deren Verlauf es zur Spaltung der Partei kam, die in den Sezessionskrieg mündete.